# Метод на най-малките квадрати
Методът на най-малките квадрати (МНМК) в числения анализ е един от най-разпространените методи за решаване на системи уравнения с повече неизвестни от броя на уравненията. Полученото решение е апроксимация, при която се минимизира сумата от квадратите на грешката, получена за всяко едно уравнение.
Най-разпространеното приложение на метода е в областта на моделирането и по-точно в експерименталния подход (идентификация на системи). От гледна точка на идентификацията търсеният модел зависи от набора входно-изходни наблюдения на поведението на изследваната система (наличните данни), а неизвестните величини са параметрите на модела. Всяко уравнение от системата е описание на връзката на конкретен изход от множеството фактори, участващи в модела. Когато моделът описва статично поведение (изходът не зависи от времето), тогава факторите са входните величини, но когато се моделира динамика, изходът може да зависи както от своята предистория, така и от тази на входните величини. Тогава факторите са изместени във времето входно-изходни наблюдения.
При експерименталното моделиране МНМК се използва за оценка на параметрите на модела, като целта е поведението му да се доближи максимално до това на описвания обект. Това е оптимизационна задача като целевата функция е сума от квадратите на остатъчната грешка – разликата между наблюдавания изход и този на модела.
В зависимост от това дали изходът на модела е линейна функция на параметрите се разграничават:
- линейни или стандартни МНМК;
- нелинейни МНМК.

Често в литературата под МНМК се разбира линейният вариант на метода, а когато моделът е нелинеен по параметри в явен вид се записва, че става дума за нелинейните МНМК (например в ). Когато изходът е линейна функция на параметрите, те може да се изразят само чрез данните и така оценките на параметрите по МНМК да се определят еднократно. От друга страна, когато моделът е нелинеен по параметри, оценките се определят с итеративни методи, като на всяка стъпка оценките се актуализират и така, при определени условия, се приближават към търсените оптимални стойности. Един вариант е на всяка итерация да се приложи МНМК. Това е т.нар. линеен подход за оценяване, при който, въпреки че моделът е нелинеен, той изкуствено се приема за линеен по параметри. Примери за такива методи са методът на разширените НМК, разширеният матричен МНМК и др.. Другият вариант е нелинейният модел да се разглежда именно като нелинеен и да се използват методи за числена оптимизация, които също се реализират като итеративни процедури. Често използван метод за числена оптимизация при решаването на задачата на нелинейните НМК, е Гаус-Нютон, при който, за разлика от оригиналния метод на Нютон, вместо Хесиана се използва нейна апроксимация.
Когато разпределението на изхода е Гаусово, оценките по МНМК съвпадат с тези по метода на максималното правдоподобие (МП). С други думи, при такова разпределение на изхода на обекта, максимизирането на функцията на правдоподобие е равносилно на минимизиране на сумата от квадратите на остатъка.
МНМК е създаден от Карл Гаус (1795), но за пръв път е публикуван от Адриен Мари Лежандър.
По-долу е представена постановката на задачата на МНМК за оценяване параметрите на линеен модел с един изход. Методът е изведен и са анализирани свойствата на оценките. След това е извършено обобщение на МНМК за модел с много изходи. Накрая е засегната задачата на нелинейните най-малки квадрати.

## МНМК за линеен модел

### МНМК за едноизходов модел
Моделът, когато е линеен по параметри и е с един изход
, може да се запише в следния общ вид:
{\displaystyle y_{k}=\varphi _{k}^{T}\theta +e_{k},}
където {\displaystyle y_{k}} е скаларният изход (зависимата променлива), {\displaystyle e_{k}} е остатъкът, {\displaystyle \varphi _{k}\in {\mathcal {R}}^{z}} е векторът на регресорите (факторите), {\displaystyle \theta \in {\mathcal {R}}^{p}} е векторът на параметрите. При едноизходови модели броят на регресорите {\displaystyle z} е равен на броя на параметрите {\displaystyle p} (но при многоизходовите модели {\displaystyle z\neq p}).

#### Целева функция
При МНМК се минимизира сумата от квадратите на остатъците. Когато зависимата променлива е една, целевата функция е
{\displaystyle {\mathcal {F}}(\theta )=\sum _{k=n+1}^{N}e_{k}^{2}.}
Нека се въведат векторите {\displaystyle y,e\in {\mathcal {R}}^{N-n}} и матрицата {\displaystyle \Phi \in {\mathcal {R}}^{N-n\times z}}, които са
{\displaystyle {\begin{array}{rcl}y&=&[y_{n+1}~~y_{n+2}~~...~~y_{N}]^{T}\\e&=&[e_{n+1}~~e_{n+2}~~...~~e_{N}]^{T}\\\Phi &=&[\varphi _{n+1}~~\varphi _{n+2}~~...~~\varphi _{N}]^{T}.\end{array}}}
За динамични модели {\displaystyle n} е броят предишни тактове, необходими за формиране на вектора на регресорите в даден момент, а за статични модели {\displaystyle n=0} (т. е. не се отчита предисторията в поведението на обекта). Тогава може да се използват по-удобните за извежданията записи за модела:
{\displaystyle y=\Phi \theta +e,}
и за целевата функция:
{\displaystyle {\mathcal {F}}(\theta )=e^{T}e.}
В литературата , свързана с идентификацията на системи (в случая изследваната система е обектът, подлежащ на моделиране), често се използва следният запис на целевата функция:
{\displaystyle {\mathcal {F}}(\theta )=\Vert e\Vert _{2}^{2}=\Vert y-\Phi \theta \Vert _{2}^{2}.}
При него отпада остатъкът, който е неизвестен преди оценяването на параметрите, и така {\displaystyle {\mathcal {F}}(\theta )} зависи явно от търсените параметри и наличните данни, което е стъпка към определянето на оптималните оценки. В горния запис
{\displaystyle \Vert .\Vert _{2}} е 2-норма на вектор (квадратен корен на сумата от квадратите на елементите на вектора).
В долните разглеждания целевата функция се представя с по-краткия запис
{\displaystyle {\mathcal {F}}(\Theta )=e^{T}e}. Тогава критерият, заложен в МНМК, добива вида:
{\displaystyle \min _{\theta }{\mathcal {F}}(\theta )=\min _{\theta }e^{T}e.}

#### Оценки по МНМК
Определянето на вектора на параметрите {\displaystyle \theta }, при който целевата функция има минимум, се извършва, като първо {\displaystyle {\mathcal {F}}(\theta )} се представи във вид, удобен за диференциране, после се определи градиентът {\displaystyle \nabla {\mathcal {F}}(\theta )} и накрая се изрази {\displaystyle {\hat {\theta }}}, при която 
{\displaystyle \nabla {\mathcal {F}}(\theta )} се нулира.
- Диференциране на скаларна функция по векторен аргумент

Целевата функция зависи от векторен аргумент. Затова в извеждането по-долу се дават
някои зависимости, свързани с диференцирането на скаларна функция по векторен аргумент.
Нека са дадени матриците {\displaystyle A\in {\mathcal {R}}^{n\times n}} и {\displaystyle B\in {\mathcal {R}}^{m\times n}}, 
както и векторите {\displaystyle x\in {\mathcal {R}}^{n}} и {\displaystyle b\in {\mathcal {R}}^{m}}. Тогава са в сила съотношенията:
{\displaystyle \nabla _{x}(x^{T}B^{T}b)=\nabla _{x}(b^{T}Bx)=B^{T}b,}
{\displaystyle \nabla _{x}(x^{T}Ax)=(A+A^{T})x.}
Когато {\displaystyle A} е симетрична, какъвто е случаят в долните разглеждания {\displaystyle A=\Phi ^{T}\Phi }, то {\displaystyle \nabla _{x}x^{T}Ax=2Ax}.
- Извеждане на НМК

Първо {\displaystyle {\mathcal {F}}(\theta )} се представя във вид, удобен за диференциране:
{\displaystyle {\begin{array}{rcl}{\mathcal {F}}(\theta )&=&e^{T}e\\&=&(y-\Phi \theta )^{T}(y-\Phi \theta )\\&=&y^{T}y-\theta ^{T}\Phi ^{T}y-y^{T}\Phi \theta +\theta ^{T}\Phi ^{T}\Phi \theta .\end{array}}}
След диференциране на израза, за градиента на {\displaystyle {\mathcal {F}}(\theta )} се получава:
{\displaystyle g=-2\Phi ^{T}y+2\Phi ^{T}\Phi \theta .}
Той се приравнява на нула и се определя {\displaystyle {\hat {\theta }}}, т.е.
{\displaystyle g\vert _{\theta ={\hat {\theta }}}=0_{p}~~\Leftrightarrow ~~-\Phi ^{T}y+\Phi ^{T}\Phi {\hat {\theta }}=0_{p}.}
Така окончателно оценките по НМК {\displaystyle {\hat {\theta }}}, при които сумата от квадратите на остатъка е минимална (или с други думи {\displaystyle g} се нулира), се изчисляват от израза:
{\displaystyle {\hat {\theta }}=(\Phi ^{T}\Phi )^{-1}\Phi ^{T}y.}

### МНМК за многоизходов модел, представен с матрица на параметрите
Когато моделът е линеен по параметри, а изходът е векторен (т.е. {\displaystyle y_{k}\in {\mathcal {R}}^{\ell }}), тогава описанието на обекта може да се запише в следния общ вид
 :
{\displaystyle y_{k}=\Theta ^{T}\varphi _{k}+e_{k},}
където {\displaystyle e_{k}\in {\mathcal {R}}^{\ell }} е векторният остатък за {\displaystyle k}-тото наблюдение, {\displaystyle \varphi _{k}\in {\mathcal {R}}^{z}} е векторът на регресорите, {\displaystyle \Theta \in {\mathcal {R}}^{z\times \ell }} е матрицата на параметрите. При представянето на многоизходовите модели с матрица на параметрите, броят на регресорите {\displaystyle z} не е равен на броя на параметрите {\displaystyle p} (виж регресионен модел).

#### Целева функция
Тук целевата функция е сумата от квадратите на остатъците по всеки изход и за всяко наблюдение, т.е.
{\displaystyle {\mathcal {F}}(\Theta )=\sum _{k=n+1}^{N}\sum _{i=1}^{\ell }e_{i,k}^{2}.}
Нека се въведат матриците {\displaystyle Y,E\in {\mathcal {R}}^{N-n\times \ell }} и матрицата {\displaystyle \Phi \in {\mathcal {R}}^{N-n\times z}}, които са
{\displaystyle {\begin{array}{rcl}Y&=&[y_{n+1}~~y_{n+2}~~...~~y_{N}]^{T}\\E&=&[e_{n+1}~~e_{n+2}~~...~~e_{N}]^{T}\\\Phi &=&[\varphi _{n+1}~~\varphi _{n+2}~~...~~\varphi _{N}]^{T}.\end{array}}}
Отново за динамични модели {\displaystyle n>0}, а за статични {\displaystyle n=0}.
Ако се използва матрицата на остатъците, то {\displaystyle i}-тият диагонален елемент на {\displaystyle E^{T}E} е сумата от квадратите на {\displaystyle i}-тия остатък, или {\displaystyle [E^{T}E]_{ii}=\sum _{k=n+1}^{N}e_{i,k}^{2}}. Така за
{\displaystyle {\mathcal {F}}(\Theta )} може да се използва по-удобният за извежданията запис:
{\displaystyle {\mathcal {F}}(\Theta )=tr(E^{T}E),}
където {\displaystyle tr(.)} е следа на матрица (сумата от диагоналните елементи).

#### Оценки по МНМК
Определянето на матрицата на параметрите {\displaystyle \Theta }, при която целевата функция има минимум, се извършва по същия начин като в предишните разглеждания: първо {\displaystyle {\mathcal {F}}(\Theta )} се представя в удобен за диференциране вид, после се определя градиентната матрица {\displaystyle \nabla {\mathcal {F}}(\Theta )} и накрая се изразява {\displaystyle {\hat {\Theta }}}, при която {\displaystyle \nabla {\mathcal {F}}(\Theta )} се нулира.
- Диференциране на скаларна функция по матричен аргумент

Аналогът на първата производна на скаларната функция {\displaystyle {\mathcal {F}}(\Theta )} по отношение на матричния аргумент {\displaystyle \Theta } се нарича градиентна матрица (в някои източници се нарича градиент). Елементите на тази матрица са първите
частни производни на целевата функция по отношение на параметрите, т.е.
{\displaystyle ij}-тият елемент е {\displaystyle {\tfrac {\partial {\mathcal {F}}}{\partial \theta _{ij}}}}.
Градиентната матрица {\displaystyle G} има вида:
{\displaystyle \nabla {\mathcal {F}}(\Theta )=G={\begin{bmatrix}{\tfrac {\partial {\mathcal {F}}}{\partial \theta _{11}}}&{\tfrac {\partial {\mathcal {F}}}{\partial \theta _{12}}}&\ldots &{\tfrac {\partial {\mathcal {F}}}{\partial \theta _{1\ell }}}\\{\tfrac {\partial {\mathcal {F}}}{\partial \theta _{21}}}&{\tfrac {\partial {\mathcal {F}}}{\partial \theta _{22}}}&\ldots &{\tfrac {\partial {\mathcal {F}}}{\partial \theta _{2\ell }}}\\\vdots &\vdots &\ddots &\vdots \\{\tfrac {\partial {\mathcal {F}}}{\partial \theta _{z1}}}&{\tfrac {\partial {\mathcal {F}}}{\partial \theta _{z2}}}&\ldots &{\tfrac {\partial {\mathcal {F}}}{\partial \theta _{z\ell }}}\end{bmatrix}}.}
По-долу е описан начинът, по който се определя оптималната матрица
{\displaystyle {\hat {\Theta }}} като функция на наличните входно-изходни данни.
- Извеждане на НМК

Представянето на {\displaystyle {\mathcal {F}}(\Theta )} във вид, удобен за диференциране по
отношение на {\displaystyle \Theta }, се получава по следния начин:
{\displaystyle {\begin{array}{rcl}{\mathcal {F}}(\Theta )&=&tr(E^{T}E)\\&=&tr((Y-\Phi \Theta )^{T}(Y-\Phi \Theta ))\\&=&tr(Y^{T}Y)-tr(\Theta ^{T}\Phi ^{T}Y)-tr(Y^{T}\Phi \Theta )+tr(\Theta ^{T}\Phi ^{T}\Phi \Theta ).\end{array}}}
След диференциране на {\displaystyle {\mathcal {F}}(\Theta )}, градиентната матрица {\displaystyle G} добива вида:
{\displaystyle G=-2\Phi ^{T}Y+2\Phi ^{T}\Phi \Theta .}
За определяне на оптималните параметри изразът за {\displaystyle G} се приравнява на
нула, т.е.
{\displaystyle G\vert _{\Theta ={\hat {\Theta }}}=0_{z\times \ell }~~\Leftrightarrow ~~-\Phi ^{T}Y+\Phi ^{T}\Phi {\hat {\Theta }}=0_{z\times \ell }.}
Матрицата {\displaystyle {\hat {\Theta }}}, за която {\displaystyle G} се нулира, е
{\displaystyle {\hat {\Theta }}=(\Phi ^{T}\Phi )^{-1}\Phi ^{T}Y.}
Тя съдържа оценките на параметрите, определени по НМК.

### МНМК за многоизходов модел, представен с вектор на параметрите
При тази постановка на задачата, моделът е
{\displaystyle y_{k}=\Phi _{k}^{T}\theta +e_{k},}
където векторният изход и остатъкът за текущото наблюдиние са {\displaystyle y_{k},e_{k}\in {\mathcal {R}}^{\ell }}, матрицата на регресорите е {\displaystyle \Phi _{k}\in {\mathcal {R}}^{\ell \times p}}, а векторът на параметрите е {\displaystyle \theta \in {\mathcal {R}}^{p}}. При това представяне параметрите са подредени във вектор и поради тази причина извеждането  не се отличава от това за едноизходови модели, дадено по-горе. Оптималните оценки по НМК отново се изчисляват от израза:
{\displaystyle {\hat {\theta }}=(\Phi ^{T}\Phi )^{-1}\Phi ^{T}y.}
Тук е важно да се отчете структурата на матрицата {\displaystyle \Phi \in {\mathcal {R}}^{(N-n)\ell \times p}} и вектора {\displaystyle y\in {\mathcal {R}}^{\ell (N-n)}}, а именно:
{\displaystyle {\begin{array}{rcl}y&=&[y_{n+1}^{T}~~y_{n+2}^{T}~~...~~y_{N}^{T}]^{T}\\\Phi &=&[\Phi _{n+1}~~\Phi _{n+2}~~...~~\Phi _{N}]^{T}.\end{array}}}

## Графична интерпретация
За да може графично да се изобразят важните за МНМК пространства, нека моделът да е с един вход и един изход и да е представен като:
{\displaystyle {\hat {y}}=\Phi {\hat {\theta }}=\Phi (\Phi ^{T}\Phi )^{-1}\Phi ^{T}y=My.}
Нека също остатъкът да се развие по следния начин:
{\displaystyle e=y-{\hat {y}}=(I-M)y=\Phi ^{\bot }y.}
В двете представяния са въведени матриците {\displaystyle M} и {\displaystyle \Phi ^{\bot }}. Матрицата {\displaystyle M=\Phi (\Phi ^{T}\Phi )^{-1}\Phi ^{T}} има свойството да проектира {\displaystyle N-n} мерното пространство във факторното пространство, което е дефинирано от стълбовете на {\displaystyle \Phi }. Наистина лесно се проверява, че {\displaystyle M\Phi =\Phi }, т.е., както се очаква при тази проекция, стълбовете на {\displaystyle \Phi } се проектират в себе си. Матрицата {\displaystyle M} проектира {\displaystyle y} в споменатото пространство като от представянето на модела {\displaystyle {\hat {y}}=My} се вижда, че получената проекция е именно {\displaystyle {\hat {y}}}.
На фигурата е представен случай, при който стълбовете на {\displaystyle \Phi } са с размерност {\displaystyle N-n=3}, а броят им (броят на факторите) е {\displaystyle z=2}, т.е. {\displaystyle \Phi \in {\mathcal {R}}^{3\times 2}}. Двата стълба {\displaystyle \Phi _{.1}} и {\displaystyle \Phi _{.2}} на матрицата на данните образуват база в {\displaystyle {\mathcal {R}}^{2}} (това е равнината, в която те лежат – факторното пространство {\displaystyle \phi }). Тъй като {\displaystyle {\hat {y}}} е проекция на {\displaystyle y} в {\displaystyle \phi }, то {\displaystyle {\hat {y}}} лежи в тази равнина. Колкото по-информативна е комбинацията от факторите, толкова равнината ще е по-близка до {\displaystyle y}. В граничния случай, когато факторите съдържат цялата информация за описание на изхода (това означава, че няма остатъчна неопределеност), {\displaystyle y} ще лежи във факторната равнина. На фигурата {\displaystyle y\in {\mathcal {R}}^{3}} е вектор, който не лежи в тази равнина, което показва, че той не може изцяло да бъде описан с двата фактора.
Втората матрица {\displaystyle \Phi ^{\bot }=I-\Phi (\Phi ^{T}\Phi )^{-1}\Phi ^{T}} има свойството да проектира {\displaystyle (N-n)}- мерното пространство в ортогонално пространство на факторното. (Наистина лесно се проверява, че {\displaystyle \Phi ^{\bot }\Phi =0}, т.е. {\displaystyle \Phi ^{\bot }} проектира стълбовете на {\displaystyle \Phi } в ортогонално за тях пространство и затова тяхната проекция е 0.) От израза {\displaystyle e=\Phi ^{\bot }y} се вижда, че {\displaystyle \Phi ^{\bot }} проектира {\displaystyle y} в това ортогонално пространство, а получената проекция е остатъкът {\displaystyle e}. Матрицата {\displaystyle \Phi ^{\bot }} се използва в събспейс методите
 за оценяване на параметрите на динамични модели, описани в пространство на състоянието. На фигурата ортогоналното допълнение на факторното (двумерно) пространство е правата {\displaystyle \phi ^{\bot }} (едномерно пространство). Векторът {\displaystyle e} лежи именно на тази права. В такъв случай, колкото по-голямо е нивото на неопределеността в {\displaystyle y}, толкова
посоката на този вектор е по-близка до правата {\displaystyle \phi ^{\bot }}. В граничния случай, когато {\displaystyle y} съдържа само неопределеност, а това означава, че факторите са напълно неинформативни, векторът {\displaystyle y} ще лежи на правата {\displaystyle \phi ^{\bot }}.